# Bastian Brauer
Bastian Brauer (* 1979/1980) ist ein ehemaliger deutscher Footballspieler.

## Leben
Der 1,85 Meter messende Brauer spielte von 1999 bis 2004 für die Hamburg Blue Devils in der GFL. Der als Linebacker eingesetzte Brauer wurde mit den Hamburgern in den Jahren 2001, 2002 und 2003 jeweils deutscher Meister. 1999 erreichte er mit der Mannschaft ebenfalls das Endspiel um die deutsche Meisterschaft, verlor dieses aber gegen die Braunschweig Lions.
Auf europäischer Ebene stand Brauer mit den Blauen Teufeln 1999 und 2000 jeweils im Eurobowl. Die Hamburger mussten sich aber jeweils geschlagen geben: 1999 den Braunschweigern und 2000 den Bergamo Lions.
Im Sommer 2004 erlitt Brauer einen Kreuzbandriss.